# Call of Duty: Ghosts
Pour les articles homonymes, voir Ghost.
Call of Duty: Ghosts est un jeu vidéo de tir à la première personne développé par le studio Infinity Ward et édité par Activision. 10e  épisode  de la série Call of Duty, il est commercialisé le 5 novembre 2013.
Le 6 novembre 2013, Activision annonce que le nombre de copie du jeu distribué aux revendeurs à travers le monde, pour la première journée de lancement, équivaut à 1 milliard de dollars,.
Mi-octobre 2014, les chiffres de ventes indiquent près de 23,6 millions d'exemplaires vendus. Activision annonce également que Ghosts est le jeu le plus vendu sur PlayStation 4 aux États-Unis avec plus de 700 000 exemplaires vendus pour les deux premières semaines de ventes,. Ghosts est également le jeu le plus vendu et le plus joué sur Xbox One, une semaine après la sortie de la console. Le 6 mai 2014, Activision annonce que Call of Duty: Ghosts est le jeu le plus vendu sur PlayStation 4 et Xbox One.

## Scénario
L'histoire commence en 2017. Avec l'épuisement des réserves pétrolières au Moyen-Orient à la suite de la guerre de Tel-Aviv, l'Amérique latine devient la première à profiter des pétrodollars. Une entité supranationale réunit les pays sud-américains sous une même bannière, la Fédération des Amériques. Pour se protéger d'une offensive de la Fédération, les États-Unis ont mis en place une arme spatiale capable d'effectuer un bombardement orbital, nom de code ODIN (Orbital Défense Initiative). Mais la Fédération prend d'assaut la station spatiale de contrôle, retourne ODIN contre les États-Unis et déclenche un cataclysme sans précédent.
10 ans plus tard, la Fédération a pris le contrôle de l'Amérique centrale, des Caraïbes, du Mexique et du sud des États-Unis, totalement affaiblis depuis la catastrophe. Une unité d'élite des forces spéciales nommée Ghosts dont les membres se nomment Keegan, Merrick, Rorke (qui après avoir été capturé et drogué par la fédération deviendra l'ennemi principal), formée et entraînée par Elias Walker (le père du joueur), composée de membres dont Logan Walker (le joueur) et son frère aîné David "Hesh" Walker (ainsi que leur chien Riley) résiste dans l'ombre à l'occupation pour restaurer la souveraineté des États-Unis. Pour cela, ils vont parcourir le continent américain, accompagnés d'appuis terrestres (drones, véhicules), aériens (drones, missiles) et navals (torpilles, navires).

## Système de jeu

### Campagne
Le mode Campagne de Call of Duty: Ghosts, composé de 18 missions (Histoires de Ghosts, Un nouveau monde, No man's land, Frappe mortelle, Retour au bercail, Les légendes sont éternelles, Jour de la Fédération, Rapaces, Les proies, Mécanique précise, La chute d'Atlas, Dans les profondeurs, Terminus, Sin City, Tout ou rien, Liaison coupée, LOKI et Le tueur de Ghosts) nous emmène une nouvelle fois dans notre époque moderne ainsi que dans un futur proche (comme ce fut le cas avec Black Ops II). Le solo du titre se concentre exclusivement sur le continent américain. À l'instar de Black Ops II, on retrouve une relation père-fils ainsi qu'une relation entre deux frères comme dans l'épisode Big Red One.
Cependant, contrairement au précédent opus, l'histoire du mode campagne est linéaire (possède une seule fin). En effet, la particularité de la campagne de Call of Duty: Black Ops II résidait dans le fait que suivant les actions et les choix du joueur, l'histoire se modifiait pour donner une fin différente, ainsi le jeu pouvait avoir plus de 6 fins.
En contrepartie, Infinity Ward a annoncé que la taille de carte dans lesquelles se déroulent les missions seront plus grandes et plus ouvertes qu'à l'accoutumée, ainsi le joueur, qui n'aura aucune indication, pourra choisir différent chemin d'accès tout au long des missions, ceci permettant d'apporter des Easter eggs tout au long des missions. Ils ont également annoncé qu'ils s'inspirent de la campagne de leur précédent jeu Call of Duty 4: Modern Warfare en enchaînant des missions plus intenses portées sur l'action et d'autres moments plus calmes.
Les scripts de la scène de fin de Call of Duty: Modern Warfare 2 ont été réutilisés dans la première mission de Call of Duty: Ghosts.

### Multijoueur
Le système de jeu est assez semblable à celui du précédent opus d'Infinity Ward Modern Warfare 3. En effet, les deux jeux utilisent le système de "Poinstreak" (un ennemi tué, un drapeau capturé, une bombe désamorcée ou posée donne un point). Il y a également 3 différentes listes de bonus pour ces Poinstreak, deux donnant des véhicules de soutien qu'ils soient terrestres ou aériens, chiens, des armes, des protections, etc. et une troisième donnant des atouts au fur et à mesure que le joueur gagne des points. Les atouts sont d'ailleurs beaucoup plus nombreux que dans les précédents Call of Duty (35 contre une quinzaine). Ce nombre s'explique par la mise en place d'un système équivalent à celui de Black Ops II pour les classes mais concernant cette fois les atouts. Ce système se nomme "Pick System", le joueur possède 8 points (ou 11 s'il décide d'enlever ses équipements et armes secondaires) qu'il peut dépenser en prenant des atouts d'une valeur allant de 1 point à 5 points, ainsi le joueur peut se retrouver avec 8 atouts en même temps contrairement aux précédents jeux.
Avec cet épisode, c'est environ 30 nouvelles armes, inédites à la série, qui font leur apparition sur le multijoueur ainsi qu'une nouvelle classe nommée "Marksman" ou en français Tireur de précision en opposition à la classe "Sniper" (Sniper). C'est ainsi que le multijoueur de Ghosts se dote d'une quarantaine d'armes à feu réparties selon 8 classes différentes : Arme de poing, Fusil d'assaut, Pistolet mitrailleur, Mitrailleuse, Fusil de combat rapproché, Fusil de précision, Fusil de sniper et Lance-roquettes.
Le titre propose 14 cartes de base, ainsi qu'une en bonus de pré-commande. Toutes ces cartes sont dynamiques, leur décor peut être modifié pour créer de nouveaux passages et de nouvelles perspectives de jeu.
Cet opus apporte plusieurs nouveaux modes de jeu comme le mode "Cranked": le joueur, après avoir tué un ennemi, a 30 secondes pour en tuer un second ; dans le cas contraire il explose. Ou bien encore, le mode "Search and Rescue" reprenant les bases du mode Recherche et Destruction: ce mode fait affronter deux équipes de joueurs, ceux-ci devant poser ou désamorcer des bombes. Lorsqu'ils sont tués, ils laissent derrière eux un Dog Tag qui leur permet, s'il est récupéré par un allié, de revenir dans la partie ; sinon, ils doivent attendre la fin du jeu.
Le système de classe et prestige (présents depuis le premier Modern Warfare) ont été revus. Cette fois-ci, on ne crée plus "une classe" mais "un soldat". En effet, le jeu nous propose une escouade (en multijoueur et dans le mode "Escouade") de 10 soldats qui nous représentent dans notre partie. Chacun de ses soldats possède à lui seul 6 classes. Ainsi, on peut décider d'incarner tel ou tel soldat et d'augmenter son niveau, sachant que le niveau maximum est de 60 avant le prestige. Chaque soldat peut passer un niveau de prestige, ce qui donnera au joueur son niveau de prestige global (le joueur sera prestige 10, une fois que tous ses soldats ont atteint leur prestige).
Avec ce système de soldat, la personnalisation a été grandement améliorée. On peut ainsi choisir entre un personnage masculin ou féminin (sans impact sur le gameplay), modifier son visage, sa couleur de peau, ainsi que son uniforme. Cela donne ainsi 20000 combinaisons possibles.

### Escouade
Introduit avec Ghosts, le nouveau mode escouade repose principalement sur l'affrontement contre des bots.
Comme pour le multijoueur, ce mode contient une escouade de 10 soldats (les soldats sont communs aux deux modes). Les bots sont représentés par ces 10 soldats. Ils sont d'ailleurs dépendants du multi, en effet si leur niveau (60 au maximum) n'est pas assez élevé, des atouts ne sont pas débloqués pour eux. Infinity Ward a ainsi amélioré l'IA des bots pour une meilleure expérience de jeu, en effet, ils utilisent certaines tactiques et réactions de vrais joueurs.
Le mode est constitué de plusieurs modes de jeu différents. Le mode Wargame vous permet seul (avec des bots) ou avec 5 autres joueurs humains d'affronter une équipe de 6 bots possédant des classes différentes aléatoirement et s'adaptant à votre niveau de jeu. Le mode Squad Assault permet au joueur et 5 autres joueurs humains d'affronter "hors-ligne" une escouade de 6 bots composée de soldats provenant d'un autre joueur sur un mode et une map définie par ce même joueur. Il en va de même pour le joueur qui peut décider quels soldats feront partie de son escouade, sur quel mode de jeu et quelle map, son escouade sera ainsi défiée par d'autres joueurs dans le monde. Le mode Squad vs Squad fait affronter un joueur et 5 de ses bots contre un autre joueur humain et 5 de ses bots respectifs. Le mode Safeguard s'apparente au mode "Survie" de Call of Duty: Modern Warfare 3, le joueur seul (ou accompagné de 3 autres joueurs humains) affronte des vagues successives de bots, différentes options s'offrent à lui, il peut jouer de manière classique (20 vagues), la version étendue (40 vagues) ou bien la version infinie.
 La plupart de ces modes permettent de gagner des points d'expérience qui seront ensuite utilisables en multijoueur.

### Extinction
En réponse au mode Zombies de Treyarch dans les épisodes World at War, Black Ops et Black Ops II, Infnity Ward dévoile le mode "Extinction". Ce mode se déroule à notre époque contemporaine, après la découverte d'une espèce ayant vécu sous terre depuis des millions d'années.
Ce mode, jouable de 1 à 4 joueurs, impose au joueur un objectif, des cibles ainsi que des challenges tout au long du jeu. Le joueur devra faire face pendant ce temps à l'arrivée en continu d'intraterrestre (cryptide). L'objectif principal du joueur est de détruire des ruches à l'aide de foreuses qu'il devra protéger. Le joueur a ainsi à sa disposition des armes et des atouts qui se débloquent au fur et à mesure de la partie grâce aux points accumulés. Le mode propose 4 classes prédéfinies : le Weapon Specialist qui inflige 20 % de dégât en plus, le Tank possédant 25 % de vie en plus, l'Engineer qui améliore la protection des foreuses et gagne plus de bonus et le "Medic qui réanime ses alliés plus rapidement.

### Clans
Déjà proposé par l'intermédiaire du service ELiTE sur les précédents volets de la série (ELiTE ne prend d'ailleurs pas en compte Ghosts), les clans sont dorénavant plus poussés. En effet, ces derniers deviennent "Cross plateform", désormais un clan peut contenir jusqu'à 100 joueurs toutes plateformes confondues (à l'exception de la Wii U). Cependant, les joueurs sur des plateformes différentes ne peuvent pas s'affronter, mais peuvent communiquer entre eux et faire gagner des points d'expérience pour leur clan chacun de leur côté.
Un mode « Clan vs Clan » a été mis en place par Infinity Ward. Ce mode se veut être le mode compétitif de Ghosts comme ce fut le cas pour le mode Ligue sur Black Ops II. Ce mode « Clan vs Clan » permet d'affronter quatre joueurs d'un même clan contre quatre autres joueurs d'un autre clan. Ce mode sera principalement utilisé lors des championnats eSport comme la MLG.
Les clans seront gérés via une nouvelle application mobile simplement baptisée "Call of Duty® app" disponible depuis le 5 novembre 2013 sur iOS, tablette Android et Windows Phone 8. Cette application permet aux joueurs d'avoir un "second écran" avec eux. Les joueurs peuvent participer à une Guerre de Clans via la map de l'application où chaque point stratégique correspond à un mode de jeu multijoueur ainsi un clan va se disputer la map contre 7 autres clans lorsqu'ils gagnent une partie multijoueur, le point stratégique sur la carte appartient au clan gagnant, tout ceci rapportant des points d'expérience pour le clan. La gestion des clans se fait via l'application, comme rejoindre ou inviter, discuter entre membres du clan pour également demander des joueurs pour une partie. Chaque clan possède un emblème qui peut être créé et modifié via l'application (le même système de création d'emblème que pour Call of Duty: Black Ops et Black Ops II). L'application permet également de modifier son escouade de soldat avant les parties, de modifier son équipement entre les réapparitions ou bien encore de partager les résultats d'un match via Twitter et/ou Facebook.
L'application permettra également d'afficher les statistiques du joueur comme son ratio Élimination/Mort, son ratio Victoire/Défaite, son nombre d'heures de jeu, etc. comme c'est déjà le cas avec ELiTE, le service sera d'ailleurs arrêté petit à petit dès 2014. Contrairement à ELiTE, l'application prend en charge à la fois les consoles Xbox 360 et PlayStation 3 mais désormais le PC Windows et les consoles nouvelle génération (Xbox One et PlayStation 4).

## Développement

### Annonce
Un nouvel épisode Call of Duty a été confirmé par Activision le 7 février 2013.
Le 29 avril 2013, le site officiel est mis à jour, laissant une page vide qui devait être remplie par les utilisateurs sur les réseaux sociaux (Twitter et Facebook), l'image de profil de leur compte allait être placée sur la page, formant une mosaïque. Une fois la mosaïque complétée, l'image d'un crâne était visible ainsi que les mots "The Ghosts are real."("Les fantômes sont vrais.").
Le 1er Mai 2013, Activision dévoile la première bande annonce du jeu en prise de vue réelle, on peut y voir des hommes portant des masques, armures, peintures de différents pays et différentes époques. Activision profita de la présentation de la Xbox One par Microsoft le 21 mai 2013, pour présenter le jeu, donner plus d'infos ainsi que des vidéos de gameplay et bande-annonce.
Le 14 août 2013, Activision et Infnity Ward présentent, un jour avant la GamesCom, le multijoueur du jeu par des vidéos de gameplay, des interviews et des bandes-annonces.

### Déroulement
Le développement du titre a commencé juste après la sortie de Modern Warfare 3. Le jeu devait être au départ un nouvel épisode de la licence Modern Warfare dans un univers post-apocalyptique, ils ont finalement décidé d'utiliser l'univers post-apocalyptique pour une nouvelle licence Ghosts. Le studio a d'ailleurs augmenté son effectif pendant la durée du développement passant d'une cinquantaine de personnes, après le départ de quasiment la moitié du studio à la suite d'un désaccord entre les directeurs du studio et Activision après la sortie de Modern Warfare 2, à 125 personnes sur Ghosts. Ils ont également été aidés par Neversoft qui travaille pour la première fois sur un Call of Duty ainsi qu'à nouveau avec Raven Software.
Pour cet opus, c'est Stephen Gaghan scénariste oscarisé pour le film Traffic qui se chargera du scénario de Call of Duty: Ghosts.
Comme pour les précédents volets de la série Call of Duty, Infinity Ward utilise la capture de mouvement pour permettre une animation réaliste des personnages et des situations tout au long du jeu. Ainsi, pour les besoins du titre, un chien des Navy Seal, nommé Colin, est également passé par le stade de la capture de mouvement, afin de rendre les réactions du chien qui nous accompagne plus réalistes.

### Moteur graphique
Le moteur graphique pour Call of Duty: Ghosts, baptisé Next Gen Engine, est basé sur le même moteur que Modern Warfare 3, une version améliorée du IW 4.0 quatrième version du moteur maison d'Infinity Ward. Les apports de ce moteur sont multiples, une meilleure gestion de l'IA que ce soit au niveau des personnages (alliés ou ennemis) ou encore des animaux présents dans le jeu, il permet également d'afficher une définition HD native (voire full-HD) tout en conservant la fluidité de la série (60 images par seconde). On note également, de nouveaux mouvements (glissade, se pencher, sauter par-dessus les obstacles en pleine course), une meilleure lumière, un dynamisme des décors ainsi qu'une amélioration visuelle au niveau des personnages (cicatrices réalistes, pilosité, etc.). De plus, le moteur intègre la technique dite de Surface de subdivision (notamment utilisée par Pixar) afin d'afficher des courbes, cercles plus réalistes au niveau des armes. Infinity Ward annonça le 30 octobre 2013 que les consoles de huitième génération (Xbox One et PlayStation 4) afficheront bien les 60 images par seconde (le studio travaillant séparément sur chaque machine pour l'optimiser au maximum) mais avec des définitions natives différentes de 720p pour la Xbox One et de 1080p pour la Playstation 4.

### Audio
Avec l'arrivée d'une nouvelle version du moteur IW, les sons et leur perceptions ont été améliorés. Ainsi, comme avec Black Ops II, suivant où le joueur se situe le bruit des coups de feu, explosion et autres vont varier. Également, comme ça a été le cas pour World at War, les personnages alliés en multijoueur pourront donner des indications en jeu dont la position des ennemis s'ils sont visibles ou audibles, etc.…
Le 14 août 2013, lors d'une conférence d'Activision pour révéler le mode multijoueur du jeu, Eminem présente un nouveau morceau, Survival, produite par DJ Khalil. Cette chanson, qui apparaît dans différentes bandes-annonces, est également présente dans le mode "Campagne" du titre.
La Bande Originale du titre est composée par David Buckley (compositeur entre autres du film From Paris with Love et de la série The Good Wife).
Pour les doublages, les acteurs annoncés étaient tout d'abord Stephen Lang qui joue le rôle d'Elias Walker, Brandon Routh donnant sa voix à David "Hesh" Walker et Kevin Gage incarnant Gabriel Rorke. À cela, sont crédités Brian Bloom jouant le rôle de Keegan Russ et Jeffrey Pierce interprétant Thomas Merrick.

## Contenus téléchargeables
Quatre extensions de Ghosts ont été publiées sous forme de contenu téléchargeable payant.

### Season pass
Comme pour Call of Duty: Black Ops II, Activision met en place un Season Pass, pour le multijoueur de Ghosts au prix de 49,90 €. Ainsi, les joueurs qui achètent ce Season Pass peuvent télécharger, dès 2014, 4 packs de cartes pour Ghosts sans frais supplémentaire ainsi qu'un habillage pour leur personnage multijoueur et d'autre bonus pour leur profil. Ce Season Pass sera d'ailleurs transférable des consoles de septième génération aux consoles de huitième génération jusqu'au 31 mai 2014.
Avec le renouvellement du partenariat entre Activision et Microsoft en mai 2012, le contenu téléchargeable est en exclusivité temporaire pendant 1 mois sur Xbox One.
Comme pour Black Ops II, aucune information sur la mise en place d'un Season Pass ou de contenus téléchargeables pour la version Wii U n'a été donné.

### Onslaught
« Onslaught » est le premier pack de cartes de Call of Duty: Ghosts. Le pack a été officialisé le 13 janvier 2014 et est disponible depuis le 28 janvier 2014 sur Xbox 360 et Xbox One au prix de 14,49 € et le 27 février 2014 sur PlayStation 3, 4 et sur PC.
- Il contient quatre cartes multijoueurs :
  - « BayView » se déroulant en Californie.
  - « Containment » se déroulant dans un village mexicain dans lequel se trouvent des matériaux radioactifs abandonnés.
  - « Fog » se déroulant dans une zone marécageuse. Une des récompenses de la carte sera d'incarner Michael Myers armé d'une hache pour éliminer ses adversaires. Le thème du films Halloween jouera en fond dès l'obtention de la récompense.
  - « Ignition » se situant dans une base de lancement en Floride, la carte est un « remake » de la carte Scrapyard de Call of Duty: Modern Warfare 2.
- Une carte Extinction:
  - « Nightfall » se situant en Alaska dans une installation pour le Programme Nightfall ayant pour but de découvrir l'origine des "Aliens". Cette carte est l'épisode 1 d'une histoire scénarisée en 4 épisodes pour le mode Extinction (en 5 parties si l'on compte la carte Point of Contact). Elle introduira deux nouveaux personnages, deux nouveaux aliens et une arme exclusive.
- Une nouvelle arme disponible en deux variantes:
  - « Le Maverick », un fusil d'assaut plutôt polyvalent mais un peu lourd et pas très précis.
  - « Le Maverick-A2 », un fusil de précision semi-automatique qui a la particularité d'avoir à la fois la cadence de tir élevée d'un fusil de tireur d'élite et les dégâts et la précision incroyablement élevé des fusils de précision mais un zoom moins élevé que sur les autres fusils de sa classe qu'il compense avec un viseur radar (les ennemis sont entourés d'une lumière orange quand on regarde dans le viseur) ce qui le rend même plus précis que les autres fusils du genre.

### Devastation
« Devastation » est le deuxième pack de cartes de Call of Duty: Ghosts. Le pack a été officialisé le 6 mars 2014 et disponible le 3 avril 2014 sur Xbox 360 et Xbox One au prix de 14,40 € et le 8 mai 2014 sur PlayStation 3, 4 et PC.
- Il contient quatre cartes multijoueurs :
  - « Ruins » se déroulant dans des ruines Maya en Amérique centrale. Cette carte a la particularité de permettre aux joueurs d'incarner un Predator qui à sa mort explose en faisant une K.E.M (il y a même les lames et le canon tête chercheuse et mieux encore une vision thermique et un camouflage adaptatif). Un autre bonus de cette carte est que l'on peut faire exploser un volcan (on peut le voir à l'horizon) qui envoie des rocher enflammés (le joueur et ses alliés peuvent aussi mourir en se prenant un de ces rochers.
  - « Behemoth » se déroulant sur un site d'excavation avec la présence d'une gigantesque excavatrice. Le bonus est d'aller dans un hélicoptère avec un minigun et de pouvoir tirer sur les ennemis (qui ont peu de chances de survivre).
  - « Collision » se situant sur un paquebot après sa collision avec un pont. Le bonus est de contrôler un avion qui fait 2 ou trois raids où on bombarde le navire dans son intégralité.
  - « Unearthed » se déroulant sur un site de fouille d'une météorite. Le bonus est de pouvoir faire apparaître 3 aliens explosifs qui vont tuer quelques-uns des ennemis. En tirant sur les attaches de la grue, une caisse tombe et on aperçoit dedans le VENOM X lance-grenades du mode extinction. La carte est un « remake » de la carte Dome de Call of Duty: Modern Warfare 3.
- Une carte Extinction :
  - « MayDay » se situant sur un navire chinois. Le docteur Samantha Cross est retenue captive par David Archer, chef du projet Nightfall. Cette carte est l'épisode 2 de l'histoire scénarisée pour Extinction. Elle introduit deux nouveaux aliens, l'arme exclusive de « Nightfall » est de retour et peut être améliorer. Il y a également des éléments permettant aux joueurs de progresser dans la partie.
- Une arme :
  - « Le Ripper », une arme hybride pouvant à la fois être un fusil d'assaut et une mitraillette (en mode fusil d'assaut, la cadence est plutôt élevée elle fait pas mal de dégâts et a un bon viseur. En mode mitraillette la cadence augmente considérablement les dégâts baissent et le viseur est remplacé par une mire).

### Invasion
« Invasion » est le troisième pack de cartes de Call of Duty: Ghosts. Le pack a été officialisé le 29 mai 2014 et disponible le 3 juin 2014 sur Xbox One et Xbox 360 et le 3 juillet 2014 sur PlayStation 3, PlayStation 4 et PC.
- Il contient quatre cartes multijoueurs :
  - « Departed » se déroulant au Mexique pendant le Día de Muertos.
  - « Pharaoh » se déroulant sur un site archéologique d'un palais égyptien.
  - « Mutiny » se déroulant sur une île abandonnée des Caraïbes où se trouve le reste de bâtiment datant de l'Âge d'or de la piraterie.
  - La réédition de la carte « Favela » de Call of Duty: Modern Warfare 2.
- Une carte Extinction:
  - « Awakening » se situant dans le monde souterrain des aliens pour attaquer la forteresse des « Anciens », ceux qui dirigent l'invasion des cryptides. De nouvelles armes, de nouveaux aliens feront leur apparition.

### Nemesis
« Nemesis » est le quatrième et dernier pack de cartes de Call of Duty: Ghosts. Le pack est disponible le 4 août 2014 sur Xbox One et Xbox 360 et le 3 septembre 2014 sur PlayStation 3, PlayStation 4 et PC.
- Il contient quatre cartes multijoueurs :
  - « Goldrush » se déroulant dans une ancienne mine d'or abandonnée.
  - « Subzero » se déroulant dans une base militaire canadienne sous-marine gelée.
  - « Dinasty » se déroulant dans un village de la Chine ancienne.
  - « Showtime », le remake de la carte "Shipment" de Call of Duty 4: Modern Warfare.
- Une carte Extinction:
  - « Exodus » Chapitre final de l'histoire se situant dans une base extérieure dévastée. De nouvelles armes, de nouveaux aliens feront leur apparition ainsi qu'une nouvelle façon d'appréhender le gameplay, pour finalement combattre les Ancêtres des aliens.

### Free Fall
La map Free Fall est une map disponible en bonus de précommande pour Ghosts ou bien en achetant les versions collector Hardened ou Prestige du jeu. La map est la plus dynamique du jeu. Se déroulant dans une partie d'un immeuble en train de s'effondrer, Infinity Ward a mis en place beaucoup d’éléments scriptés afin de rendre l'intensité d'une mission solo dans une partie multijoueur.
Depuis le 12 décembre 2013, les possesseurs du Season Pass ont la possibilité de télécharger sans frais supplémentaire, la map Free Fall. Lors de la mise à jour du 4 mars 2014, la map Free Fall est devenue accessible à tous les joueurs sur toutes les plateformes, y compris la Wii U.

### Pack de personnalisation
Comme avec Call of Duty: Black Ops II, Activision met en place des packs de personnalisation (totalement optionnels et n'affectant pas le gameplay) pour Ghosts.
- Legend Pack (écusson, réticule, camouflage, carte d'argent, fond et skin) :
  - Aux couleurs du personnage emblématique de Infinity Ward, le capitaine Price, au prix de 3,99 € disponible depuis le 20 février 2014 sur Xbox Live et depuis le 25 mars 2014 sur PlayStation 3, PlayStation 4 et PC.
  - Aux couleurs d'un antagoniste très connu de la série, Vladimir Makarov, au prix de 3,99 € disponible le 4 mars 2014 sur Xbox Live et le 3 avril 2014 sur PlayStation 3, PlayStation 4 et PC.
  - Aux couleurs d'un personnage emblématique de la série des Modern Warfare, John 'Soap' MacTavish, au prix de 3,99 € disponible le 22 avril 2014 sur Xbox Live et le 21 mai sur le PlayStation Store et Steam.
- Divers packs contenant écusson, réticule, camouflage, carte d'argent et fond de joueur :
  - Festive, aux couleurs des fêtes de Noël. Disponible depuis le 12 décembre 2013 sur Xbox 360, Xbox One et PC et depuis le 18 décembre 2013 sur PlayStation 3 et PlayStation 4.
  - Circuit - Ducky - Inferno - Space Cats, disponibles sur Xbox Live depuis le 18 février 2014 et le 25 mars sur PlayStation 3, PlayStation 4 et PC au prix de 1,99 € l'unité.
  - Molten Pack - Eyeballs - Blunt Force - 1987 - Heartlands - Hex, disponibles sur Xbox Live le 22 avril 2014 au prix de 1,99 € l'unité et le 21 mai sur Steam et le PlayStation Store.
  - Extinction Pack - Heavy Metal - Unicorn - Fitness - Spectrum - Bling, disponibles sur Xbox Live le 20 mai 2014 au prix de 1,99 € l'unité et le 18 juin sur Steam et le PlayStation Store.
- Des skins multijoueurs :
  - Pour le bonus d'élimination "Chien de garde" remplaçant le chien par un loup pour 1,99 €. Disponible depuis le 12 décembre 2013 sur Xbox 360 et Xbox One, le 14 janvier 2014 sur PC et depuis le 15 janvier 2014 sur PlayStation 3 et PlayStation 4.
  - Des personnages du mode campagne de Ghosts pour 1,99 € chacun : Elias -  'Hesh'  - Keegan - Merrick, disponibles sur Xbox Live depuis le 20 février 2014 et depuis le 25 mars 2014 sur PlayStation 3, PlayStation 4 et PC.
  - Des antagonistes de la série Call of Duty : Zakhaev - Rorke et une combinaison HAZMAT pour 1,99 € l'unité disponible le 4 mars 2014 sur Xbox Live et le 3 avril 2014 sur PlayStation 3, PlayStation 4 et PC.
  - Représentant le personnage de Call of Duty: Modern Warfare 2, Simon 'Ghost' Riley. Déjà disponible comme bonus de précommande, il est disponible pour tous depuis le 22 avril 2014 sur Xbox Live pour 1,99 € et le 21 mai sur le PlayStation Store et Steam.
  - Squad Pack - Extinction, inspiré du mode Extinction, contient 4 uniformes et 3 couvre-chefs disponible le 22 avril 2014 sur Xbox Live pour 3,99 € et le 21 mai sur le PlayStation Store et Steam.
  - L' Astronaut Pack reprenant le skin des personnages de la première mission du jeu, disponible le 20 mai 2014 sur Xbox Live pour 3,99 € et le 18 juin sur le PlayStation Store et Steam.
  - Le Spectrum Pack regroupant un uniforme et un couvre-chef disponible le 20 mai 2014 sur Xbox Live pour 3,99 € et le 18 juin sur le PlayStation Store et Steam.
- Des Voice packs (La voix-off présente en multijoueur pour indiquer les actions, score, temps de jeu, etc.) :
  - Le pack Snoop Dogg disponible le 22 avril 2014 sur Xbox Live pour 2,99 € et le 21 mai sur le PlayStation Store et Steam.
  - Le pack Sergent Instructeur qui reprend le personnage interprété par R. Lee Ermey dans le film Full Metal Jacket, disponible le 22 avril 2014 sur Xbox Live pour 2,99 € et le 21 mai sur le PlayStation Store et Steam.

### Autres
Il existe également d'autre contenus téléchargeables qui varient selon la plateforme et les versions.
- Des écussons (emblèmes de joueurs), des camouflages et réticules pour les armes en bonus de précommande.
- Un masque représentant Simon 'Ghost' Riley personnage de Call of Duty: Modern Warfare 2 en bonus de précommande.
- Le Team Leader Pack contenu dans le Season Pass (un masque exclusif, un camouflage, un réticule, un écusson, une playercard, un background pour le joueur).
- Le Insignia Pack contenu dans les éditions collector (Hardened et Prestige) (un écusson, une playercard et un background).
- Le Hardened Digital Pack contenu dans la version Hardened dématérialisée sur PC et PS3 (Un écusson, une playercard et un background).
- Des « habits » pour les avatars et des avatars Xbox LIVE sur Xbox 360[37].

### Gold Edition
Depuis le 25 mars 2014, il est possible d'obtenir en version numérique le jeu Call of Duty: Ghosts sous forme de Gold Edition. Disponible sur Steam au prix de 59,99 €, PlayStation 3 et PlayStation 4 ainsi que Xbox One au prix de 69,99 €.
L'édition comprend :
- Le jeu complet Call of Duty: Ghosts.
- Le premier pack de cartes Onslaught.
- Le skin "Le loup".

## Compétition
Avec Call of Duty: Black Ops II son mode compétitif "Ligue" et son système de "CoDCasting" (Mélange entre CoD et Broadcasting), la compétition a pris une grande place au sein de l'univers Call of Duty.
Infinity Ward va continuer à soutenir la compétition par la mise en place du mode "Clan vs Clan" comme mode compétitif pour Ghosts utilisant les règles en vigueur dans la MLG, Ghosts fera d'ailleurs partie des jeux de présent à la MLG. Le mode Guerre de clans, disponible sur l'application, apportera également une dimension compétitive avec l'affrontement des clans pour dominer les maps présentes dans l'application.
À cela, Infnity Ward a mis en place dans le jeu des éléments concernant l'eSport, nommé "#CODeSports", une fois activé, un système de broadcast sera possible pour les parties privées et une application des règles eSports en vigueur. Ces éléments ont été incorporés dans une mise à jour (le 19 novembre 2013 pour PC et PS4, le 21 sur PS3 et le 22 sur Xbox 360) pour le début du championnat MLG.
Activision et Infinity Ward ont annoncé une nouvelle édition du Call of Duty Championship pour 2014, le dernier en date s'était déroulé du 5 au 7 avril 2013 à Los Angeles. Ce Call of Duty Championship se déroulera du 28 au 30 mars 2014 toujours à Los Angeles. 32 équipes vont s'affronter pour un « cash-prize » de 1 million de dollars. Pour la première fois dans la compétition, le championnat se jouera sur Xbox One et non plus sur Xbox 360 (les qualifications dans les divers tournois, au contraire, se feront une nouvelle fois sur Xbox 360).
Au cours des différents tournois à travers le monde entre fin février et début mars 2014, 32 équipes se sont qualifiées pour le tournoi. Parmi elles, deux équipes françaises, les Vitality.Rises et les Vitality.Returns. Seulement 31 équipes s'affrontèrent dès le 28 mars, en effet l'équipe brésilienne SSOF Gaming fut disqualifiée sans être remplacée. Les deux équipes françaises n'ont pas pu atteindre le top 8 malgré une bonne prestation. C'est finalement l'équipe américaine CompLexity qui fut vainqueur du tournoi remportant le titre de "Champion du monde de Call of Duty" ainsi que le premier prix de 400 000 dollars.

## Accueil
Call of Duty: Ghosts a été assez mal accueilli par la communauté, en raison de cartes aux tailles exagérées, de bugs, et de problèmes de connexion sur le mode multijoueur, d'un niveau de vie peu élevé et de nombreux accessoires qui ont permis un nombre exagéré de campeurs. La presse lui attribue tout de même des notes respectables comme 15/20 par Jeuxvideo.com ou 17/20 par JeuxActu.

## Version PC
Ghosts, comme tous les jeux de la franchise sortis entre 2009 et 2018, nécessite la plateforme Steam pour le lancement du jeu, et l'acceptation de l'Accord de Souscription Steam pour pouvoir activer le jeu et procéder à son installation.